# Heinrich Beck
Heinrich Beck, född 19 februari 1760 i Gotha, död 7 maj 1803 i Mannheim, var en tysk skådespelare, dramatiker och teaterledare.
Beck var 1777-79 anställd hos Conrad Ekhof vid hovteatern i Gotha, varifrån han rekryterades till Nationaltheater i Mannheim. 1799 kallades Beck som regissör till hovteatern i München, varifrån han 1801 återvände till Mannheim som direktör. 
Heinrich Beck var en av Sturm und Drangperiodens främsta skådespelare, känd för sin goda röst och sin förmåga att medverka såväl i komedier, tragedier samt sångspel. Sedan åren i Gotha var han nära vän med August Wilhelm Iffland och Johann David Beil. 1782 inleddes en nära vänskap med Friedrich Schiller. Beck var del av flera uruppföranden och var bland annat den förste framställaren av Kosinsky i Rövarna, Bourgognino i Fiesco samt Ferdinand i Kabal och kärlek.
Beck gifte sig 1784 med tragediennen Karolina Ziegler som dock avled senare samma år. 1788 ingick han ett andra äktenskap med sångerskan Josepha Scheefer.
Bland hans egna verk blev framför allt lustspelen Die Schachmaschine (Berlin 1798), Die Quälgeister (en bearbetning av Shakespeares Mycket väsen för ingenting; Frankfurt 1802) och Das Kamäleon (Frankfurt 1803) framgångsrika. Hans dramatiska verk publicerades 1802 i 3 band.